# 흑산면
흑산면(黑山面)은 대한민국 전라남도 신안군 남부에 위치한 도서면(島嶼面)으로, 면적은 19.7km2이다.

## 개요
대한민국 행정구역상 최서남단 해역에 위치한 섬으로 목포에서 서남방으로 해상 92.7 km 떨어져있다. 이 섬에 사람이 살기 시작한 것은 장보고가 완도에 청해진을 설치한 이후부터라고 전해지며, 바닷물이 푸르다못해 검다해서 흑산도라 불리고 섬의 면적은 19.7 km, 해안선 길이는 41.8km에 달하는 제법 큰 섬이다.

## 지리
- 홍도
- 흑산도
- 대둔도
- 가거도
- 태도군도
- 만재도

## 행정 구역
| 법정리   | 한자명   | 행정리                          | 비고                                       |
| -------- | -------- | ------------------------------- | ------------------------------------------ |
| 가거도리 | 可居島里 | 가거도1리, 가거도2리, 가거도3리 |                                            |
| 다물도리 | 多勿島里 | 다물도리                        | 1998년 2월 14일 다촌리에서 다물도리로 개칭 |
| 만재도리 | 晩才島里 | 만재도리                        |                                            |
| 비리     | 比里     | 비리, 마리, 곤촌리, 장도리      |                                            |
| 사리     | 沙里     | 사리                            |                                            |
| 수리     | 水里     | 수리                            |                                            |
| 심리     | 深里     | 심리                            |                                            |
| 영산리   | 永山里   | 영산리                          |                                            |
| 예리     | 曳里     | 예리1리, 예리2리, 죽항리        |                                            |
| 오리     | 梧里     | 오리, 도목리                    |                                            |
| 진리     | 鎭里     | 진리1리, 진리2리                | 면사무소 소재지                            |
| 태도리   | 苔島里   | 상태도리, 중태도리, 하태도리    |                                            |
| 홍도리   | 紅島里   | 홍도1리, 홍도2리                |                                            |

## 교육[2]
- 흑산초등학교 : 흑산면 진마을길 12-13
  - 흑산국민학교 중도분교 : 흑산면 중태도길 1
  - 흑산초등학교 만재분교 : 흑산면 만재도리 산 81-1
  - 흑산초등학교 신흥분교 : 흑산면 홍도2길 59-8
  - 흑산초등학교 심리분교 : 흑산면 심리 99
  - 흑산초등학교 영산분교 : 흑산면 영산길 19-18
  - 흑산초등학교 장도분교 : 흑산면 장도길 49-1
  - 흑산초등학교 태도분교 : 흑산면 태도리 산 106
  - 흑산초등학교 하태분교 : 흑산면 태도리 149
  - 흑산초등학교 홍도분교 : 흑산면 홍도1길 53
  - 흑산초등학교 흑산동분교 : 흑산면 수리길 29-2
  - 흑산초등학교 흑산북분교 : 흑산면 다물도길 101
  - 흑산초등학교 흑산서분교 : 흑산면 흑산일주로 1499-11
- 가거도초등학교 : 흑산면 가거도길 18-31
  - 가거도초등학교 항리분교 : 흑산면 가거도길 585-22
  - 소흑산국민학교 대풍분교 : 흑산면 가거도리 11
- 신안흑산중학교 : 흑산면 흑산일주로 124
  - 신안흑산중학교 가거도분교 : 흑산면 가거도리 266

## 특산물
- 멸치액젓
- 홍어
- 참전복